# 圣米歇尔德圣茹瓦尔
圣米歇尔-德圣茹瓦尔（法語：Saint-Michel-de-Saint-Geoirs，法語發音：[sɛ̃ miʃɛl də sɛ̃ ʒwaʁ]，意为“圣茹瓦尔的圣米歇尔”）是法国伊泽尔省的一个市镇，原属格勒诺布尔区，2017年起改属维埃纳区。

## 地理
圣米歇尔-德圣茹瓦尔（45°18'19"N, 5°21'21"E）面积7.14 平方千米，位于法国奥弗涅-罗讷-阿尔卑斯大区伊泽尔省，该省份为法国东南部内陆省份，北起顺时针与安省、萨瓦省、上阿尔卑斯省、德龙省、阿尔代什省、卢瓦尔省和罗讷省。
与圣米歇尔-德圣茹瓦尔接壤的市镇（或旧市镇、城区）包括：布里永、塞尔-内尔波勒、坎雪、圣茹瓦尔。
圣米歇尔-德圣茹瓦尔的时区为UTC+01:00、UTC+02:00（夏令时）。

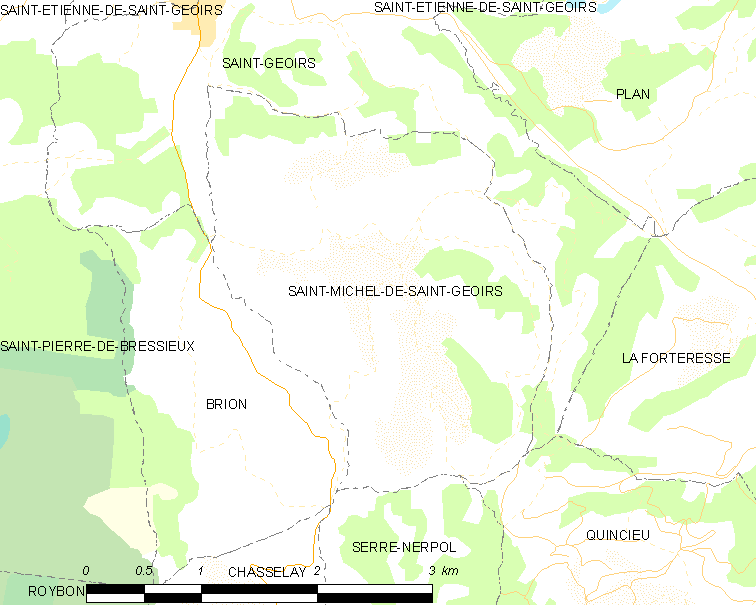
圣米歇尔-德圣茹瓦尔的OSM定位图

## 行政
圣米歇尔-德圣茹瓦尔的邮政编码为38590，INSEE市镇编码为38427。

## 政治
圣米歇尔-德圣茹瓦尔所属的省级选区为比耶夫尔县。

## 人口

1962-2008年间圣米歇尔-德圣茹瓦尔人口变化图示

圣米歇尔-德圣茹瓦尔于2022年1月1日时的人口数量为290人。